# Alexander I van Griekenland
Alexander  (Grieks: Αλέξανδρος A', Βασιλεύς των Ελλήνων Alexandros A', Vasileús tōn Ellēnōn) (Paleis Tatoi, Athene, 20 juli 1893 – aldaar, 25 oktober 1920) was van 11 juni 1917 tot aan zijn dood koning van Griekenland. Hij overleed aan de gevolgen van een apenbeet.
De tweede zoon van Constantijn I, Alexander, werd geboren in het zomerpaleis Tatoi, gelegen in een buitenwijk van Athene. Hij volgde zijn vader op in 1917, ten tijde van de Eerste Wereldoorlog, nadat de Triple Entente en de volgelingen van Eleftherios Venizelos koning Constantijn I en zijn zoon George in ballingschap hadden genomen. Alexander had geen politieke ervaring en werd al snel van zijn macht ontnomen door de Venizelisten. De koning werd nagenoeg opgesloten in zijn eigen paleis. Venizelos, destijds minister-president, werd de leider en kon rekenen op de steun van de Triple Entente. Ondanks dat Alexanders positie was gereduceerd tot een marionet koning, bleef hij zich inzetten voor de troepen die waren ingezet in de oorlog tegen Bulgarije en het Ottomaanse Rijk. Gedurende zijn regeerperiode werd het grondgebied van Griekenland, als gevolg van de successen van de Triple Entente en de Grieks-Turkse Oorlog (1919-1922), vergroot.
Alexander trouwde met de omstreden Aspasia Manos in 1919. Het huwelijk lokte een groot schandaal uit, wat ertoe leidde dat Alexander en zijn vrouw het land moesten ontvluchten en enkele maanden niet in Griekenland verbleven. Snel na de terugkomst in Griekenland werd Alexander gebeten door een berberaap en overleed hij aan bloedvergiftiging. Het plotselinge overlijden van soeverein Alexander leidde tot een crisis omtrent de redding van de monarchie en droeg bij aan de val van de Venizelisten. Na algemene verkiezingen en een referendum werd de vader van Alexander, Constantijn I van Griekenland, weer verheven tot koning van Griekenland.

## Jeugd

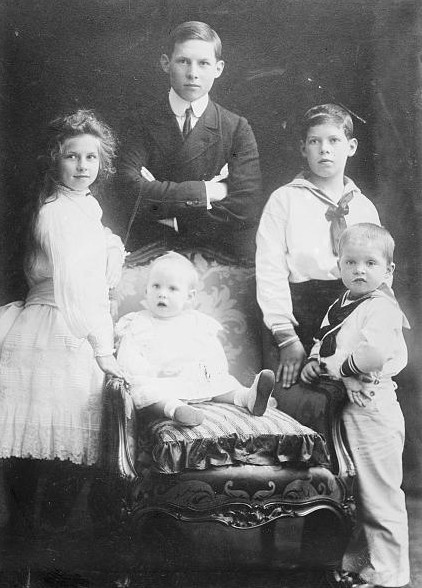
Alexander en zijn broers en zussen in 1905. Met de klok mee: Helena, George, Alexander, Paul en Irene (Catherine was nog niet geboren).

Alexander was de tweede zoon van kroonprins Constantijn I van Griekenland en zijn vrouw, prinses Sophie van Pruisen. Hij was verwant aan meerdere koningshuizen in Europa. Zijn vader was de oudste zoon en troonopvolger van George I van Griekenland en Olga Konstantinova van Rusland; zijn moeder was de dochter van de Duitse keizer Frederik III van Duitsland en Victoria, prinses van Engeland. Alexander was een kleinzoon van de Griekse koning Christiaan IX van Denemarken en een neef van zowel koning George V van het Verenigd Koninkrijk als de Russische tsaar Nicolaas II. Sophia was de zuster van de Duitse keizer Wilhelm II en was ook een nicht van de Engelse koning George V, via haar grootmoeder Victoria van het Verenigd Koninkrijk.
Het jonge leven van Alexander speelde zich vooral af op het Koninklijk Paleis in Athene en op het Paleis van Tatoi. Met zijn ouders ondernam Alexander diverse buitenlandse reizen, waaronder een bezoek aan Schloss Friedrichshof, het slot van zijn grootmoeder Victoria van Saksen-Coburg en Gotha. Victoria had een grote toewijding voor haar Griekse kleinzoon Alexander.
Alexander had een goede verstandhouding met zijn jongere zus Helena van Griekenland. De relatie met zijn oudere broer George II was minder warm, nagenoeg omdat beiden weinig met elkaar gemeen hadden. Zijn oudere broer George was serieus en bedachtzaam, terwijl Alexander extravert en ondeugend was. Hij rookte sigaretten van vloeipapier, ontvlamde vuur in de speelkamer van het paleis en verloor roekeloos de controle over een speelwagentje, waarmee hij en zijn jongere broer Paul de heuvel afreden.

## Militaire carrière
Als tweede zoon was Alexander de derde in lijn van troonopvolging. Zijn vader en broer George stonden respectievelijk op plaats één en twee. Zijn opleiding was zorgvuldig uitgestippeld en was erg duur. In tegenstelling tot zijn broer George, die een gedeelte van zijn militaire training vervulde in Duitsland, werd Alexander opgeleid in Griekenland. Hij volgde een opleiding aan de prestigieuze Hellenic Military Academy, waar verschillende ooms van hem hadden gestudeerd en waar hij meer bekend kwam te staan om zijn mechanische kundigheden dan om zijn intellectuele kunnen. Hij had een grote passie voor auto's en motoren en was een van de eerste Grieken die een eigen auto had.
Hij verwierf aanzien op het front ten tijde van de Balkanoorlogen van 1912-1913. Als een jonge officier werd hij samen met zijn oudere broer gestationeerd in de eenheid van zijn vader. Alexander was ook betrokken bij de inname van Thessaloniki in 1912. Koning George I van Griekenland werd vermoord en Alexanders vader Constantijn werd verheven tot koning.

### Aspasia Manos
In 1915 kwam Alexander, op een feest van Theodore Ypsilanti in Athene, in contact met zijn vroegere jeugdvriendin Aspasia Manos. Ze was net teruggekeerd van opleidingen in Frankrijk en Zwitserland en werd omschreven als beeldschoon door haar kennissen. Ze was de dochter van de paardenmeester van Constantijn I, kolonel Petros Manos en zijn vrouw Maria Argyropoulos. De eenentwintigjarige Alexander was verliefd en vastberaden om haar aan zich te binden. Alexander besloot Aspasia te volgen naar het eiland van Spetses, waar zij haar vakantie doorbracht. Aspasia was resistent tegen de charme van Alexander. Alexander stond bekend als een echte vrouwenjager. Uiteindelijk wist Alexander Aspasia voor zich te winnen en verloofden de twee zich in het geheim. Voor Constantijn en Sophia, maar ook voor alle koningshuizen van Europa, was het ondenkbaar dat een koninklijke prins zou trouwen met een meisje van een andere maatschappelijke klasse.

### Eerste Wereldoorlog
Ten tijde van de Eerste Wereldoorlog besloot Constantijn I een politiek van neutraliteit na te streven. Toch was hij openlijk welwillend tegenover het Duitse Keizerrijk dat samen met Oostenrijk, Bulgarije en het Ottomaanse Rijk vocht tegen de Triple Entente, bestaande uit Rusland, Frankrijk en Groot-Brittannië. Constantijn was de zwager van de Duitse keizer Wilhelm I en voelde genegenheid richting Duitsland vanwege zijn militaire opleiding in Pruisen. Zijn openlijke steun voor Duitsland leidde tot een breuk tussen de koning en de Griekse minister-president Eleftherios Venizelos. Venizelos wilde de Entente steunen, in de hoop het Griekse grondgebied uit te breiden en de Griekse minderheden in het Ottomaanse Rijk en de Balkan weer in te lijven bij het moederland. Onder bescherming van de landen van de Entente, in het bijzonder Frankrijk, vormde Venizelos een regering die parallel opereerde met die van de koning.
Ondanks dat delen van Griekenland waren bezet door de Triple Entente, weigerde Constantijn I zijn politiek te wijzigen en open oppositie toe te staan van de Entente en de Venizelisten. In juli 1916 ruïneerde een aanval door middel van brandstichting het Paleis van Tatoi en kon de Griekse koninklijke familie nauwelijks ontkomen aan het vuur. Alexander raakte niet gewond, maar zijn moeder redde haar dochter Catherine van Griekenland en Denemarken op het nippertje. Zestien mensen overleefden de brand niet.
Constantijn I kreeg op 10 juni 1917 het bevel van Charles Jonnart, de Hoge Commissaris van de Entente in Griekenland, om zijn functie neer te leggen. Onder druk van de aangekondige landingen van Entente-eenheden in Piraeus gaf de koning toe en besloot zelf in ballingschap te treden. Constantijn benadrukte dat hij niet aftrad. De Geallieerden wilden niet dat Griekenland zou veranderen in een republiek en zochten naar een geschikte opvolger binnen de familie van Constantijn. Oudste zoon George werd net als zijn vader gezien als pro-Duits. De broer van Constantijn, George van Griekenland, weigerde de aanstelling. Hij wilde niet meer in het publieke leven treden na een moeilijke ambtsperiode als Hoge Commissaris in Kroatië van 1901 tot 1905. Daarnaast wilde George loyaal blijven aan zijn broer. Zo werd Alexander, als tweede koningszoon, gekozen als de nieuwe monarch van Griekenland.

## Regeerperiode

### Troonsbestijging
Het ontslag van Constantijn I als koning van Griekenland werd niet unaniem ondersteund door de Triple Entente. Ondanks dat Frankrijk en Groot-Brittannië geen actie ondernamen tegen de acties van Jonnart, tekende Rusland protest aan in Parijs. Sint-Petersburg eiste dat Alexander niet de titel van koning zou krijgen, maar die van regent, teneinde de rechten van Constantijn en zijn opvolger George II te behouden. De protesten van Rusland werden terzijde gelegd en Alexander besteeg de Griekse troon.
Alexander legde de eed van loyaliteit aan de Griekse constitutie af op 11 juni 1917 in de balzaal van het Koninklijk Paleis. Naast de aartsbisschop van Athene waren alleen Constantijn I, George II en de minister-president van Constantijn I, Alexandros Zaimis, aanwezig bij de plechtigheid. Er waren geen festiviteiten. De 23-jarige had een gebroken stem en tranen in zijn ogen toen hij zijn declaratie maakte. Hij wist dat de Venizelisten en de Entente de echte macht in handen zouden houden en dat zowel zijn vader als broer officieel geen afstand hadden gedaan van de troon. Constantijn had zijn zoon laten weten dat hij hem alleen erkende als regent, maar niet als een echte koning.
De avond na de eedaflegging besloot de koninklijke familie om het koninklijk paleis in Athene te verlaten en zich terug te trekken in het Paleis van Tatoi. De inwoners van Athene waren tegen het ballingschap van hun soeverein en smeekten Constantijn I en zijn familie om de stad niet te verlaten. Op 12 juni ontvluchtte Constantijn en zijn familie de stad. Op het paleis van Tatoi liet Constantijn Alexander nogmaals weten dat Alexander de kroon alleen in bewaring hield. Het zou de laatste keer zijn dat Alexander fysiek contact met zijn familie zou hebben. De volgende dag vertrokken Constantijn, Sophia en al hun andere kinderen naar Oropos, waar zij in ballingschap zouden leven.

### Marionet koning
Alexander kwam in een isolement terecht nadat zijn familie in ballingschap was getreden. Het koninklijk huis bleef onpopulair bij de Venizelisten en vertegenwoordigers van de Entente adviseerden de ooms en tantes van Alexander, waaronder prins Nicolaas van Griekenland, om Griekenland te verlaten. Uiteindelijk volgde de familie het voorbeeld van Constantijn. De koninklijke huishouding werd vervangen door vijanden van de voormalige koning en de bondgenoten van Alexander werden gevangengenomen of werden van hem verwijderd. Portretten van het koninklijk huis werden van publieke gebouwen weggehaald en de nieuwe ministers van Alexander noemde Alexander de "zoon van een verrader".
Op 26 juni 1917 werd de koning gedwongen om de republikein Eleftherios Venizelos te benoemen tot hoofd van de regering. Ondanks de beloften van de Entente dat minister-president Zaimis mocht aanblijven, werd Venizelos aangesteld en moest Zaimis aftreden. Alexander voerde direct oppositie tegen de visie van Venizelos. President Venizelos dreigde Alexander af te zetten en te vervangen door zijn minderjarige broer Paul. Een speciale raad zou dan in de naam van Paul opereren. De landen van de Entente grepen in en vroegen Venizelos zich in te houden. Alexander hield de kroon in zijn bezit. Onder constante bewaking van de aanhangers van Venizelos werd de monarch snel een gevangene in zijn eigen paleis. Zijn bevelen werden genegeerd.
Alexander had geen ervaring met staatszaken. Ondanks de moeilijke situatie probeerde Alexander er het beste van te maken en de verantwoordelijkheden van zijn vader zo goed als mogelijk waar te nemen. Vanwege de gespannen verhoudingen tussen de monarch en de regering deed Alexander nauwelijks moeite om de officiële documenten door te nemen. Zijn functies waren beperkt binnen de Griekse politiek, maar Alexander kreeg toch toestemming om het front in Macedonië te bezoeken. Hij probeerde de Griekse en geallieerde groepen te ondersteunen.

### Griekse expansie
Aan het einde van de Eerste Wereldoorlog was Griekenland, vergeleken met 1914, gegroeid in landoppervlakte. Het Verdrag van Neuilly (1919) en het Verdrag van Sèvres erkenden de huidige grenzen van Griekenland. Het grootste gedeelte van Thracië (vroeger verdeeld tussen Bulgarije en Turkije) en verschillende eilanden zoals Imbros en Tenedos behoorde voortaan tot Griekenland. De regio van Smyrna werd een mandaatgebied. Het koninkrijk van Alexander werd met ongeveer een derde vergroot. Venizelos eigende zich de meeste credits toe en vertrok naar Parijs voor de vredesonderhandelingen met het Ottomaanse Rijk en Bulgarije. Bij terugkomst in augustus 1920 ontving Venizelo een laurierkroon van de koning voor zijn werk.
Ondanks hun veroveringen hoopten de Grieken nog steeds om hun Megali Idea te verwezenlijken. Daarnaast wilden ze Constantinopel en grote delen van het Ottomaanse Rijk annexeren. De Grieken vielen Anatolië binnen en wilden Ankara veroveren. Hun doel was om de Turkse tegenstand onder leiding van Mustafa Kemal te vernietigen. Deze aanval luidde de Grieks-Turkse Oorlog (1919-1922) in. Gedurende de regeerperiode van Alexander boekte het Griekse leger succes op succes. De oorlog werd echter gewonnen in 1922 door de revolutionaire eenheden van Kemal.

## Huwelijk
Op 12 juni 1917, de dag na de troonsbestijging, openbaarde Alexander zijn verhouding met Aspasia Manos aan zijn vader. Alexander vroeg toestemming om met haar te mogen trouwen. Constantijn was onwillig om zijn zoon te laten trouwen met iemand zonder koninklijke achtergrond. Hij verzocht Alexander om te wachten totdat de oorlog voorbij was. Alexander ging hiermee akkoord. In de maanden die zouden volgen, ergerde Alexander zich aan de scheiding met zijn familie. De brieven die hij aan zijn ouders schreef werden onderschept en in beslag genomen. Alexanders enige troost was Aspasia en hij besloot, ondanks de belofte aan zijn vader, met haar in het huwelijk te treden.
De huidige dynastie van Griekenland was van Duits-Deense origine en Constantijn en Sophia werden door de Venizelisten als te Duits gezien. Het huwelijk van de koning met een Griekse werd gezien als een mogelijkheid om het koningshuis een meer Griekse tint te geven. Toch waren de Venizelisten bang dat Alexander via zijn schoonvader, kolonel Manos, kon communiceren met zijn familie in ballingschap. Zowel de Venizelisten als de aanhangers van Constantijn I waren geen voorstander van het huwelijk. Minister-president Venizelos waarschuwde Alexander dat een huwelijk met Aspasia niet goed zou vallen in de ogen van het volk.
In maart 1918 bracht de Engelse prins Arthur van Connaught en Strathearn een bezoek aan Athene om de koning de Orde van het Bad te overhandigen. Alexander was bang dat er over een huwelijk tussen hem en prinses Mary Windsor werd gediscussieerd. Het huwelijk zou de banden tussen Engeland en Griekenland versterken. Tot opluchting van Alexander vroeg Arthur om een ontmoeting met Aspasia. Hij suggereerde dat hij ook met Aspasia zou trouwen als hij nog jonger was geweest. Voor de buitenlandse grootmachten, in het bijzonder de Britse ambassadeur, werd het huwelijk als een positieve ontwikkeling gezien. De Britse autoriteiten vreesden dat Alexander zou abdiceren als hij niet met Aspasia mocht trouwen. De Britten wilden voorkomen dat Griekenland zou veranderen in een republiek. Een republiek zou een toename van de Franse invloed in het gebied betekenen.
De ouders van Alexander waren niet gelukkig met het aankomende huweljk. Sophia keurde het huwelijk van haar zoon met een meisje van een lagere klasse af. Constantijn opperde uitstel, zodat hij zijn zoon naar het altaar kon brengen. Alexander bracht een bezoek aan Parijs aan het einde van 1918. De familie hoopte contact te kunnen leggen met de koning nu hij in het buitenland verbleef. Toen koningin Sophia probeerde haar zoon aan de telefoon te krijgen, werd het telefoongesprek onderschept door een minister die liet weten dat de koning niet kon reageren aan de telefoon. Alexander heeft nooit geweten dat zijn moeder hem heeft gebeld.

### Publiek schandaal

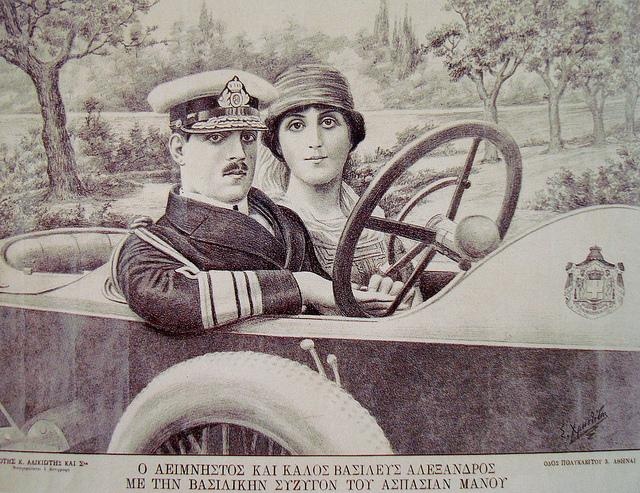
Aspasia en Alexander I

Met de hulp van Aspasia's zwager, Christo Zalocostas, lukte het na drie mislukte pogingen, om in het geheim te trouwen voor een koninklijke predikant, Archimandrite Zacharistas. Alexander en Aspasia gaven elkaar het jawoord op 17 november 1919. Na de ceremonie moest de archimandrite absolute geheimhouding zweren. Hij verbrak zijn belofte echter en biechtte het huwelijk op aan de aartsbisschop van Athene, Meletius Metaxakis. Volgens de Griekse grondwet moesten leden van de koninklijke familie toestemming vragen om te trouwen aan zowel de soeverein als het hoofd van de Griekse Orthodoxe Kerk. Dit huwelijk zonder de goedkeuring van de aartsbisschop veroorzaakte dan ook een groot schandaal.
Ondanks de afkeuring van de unie, accepteerde Venizelos dat Aspasia en haar moeder intrek zouden nemen in het koninklijk paleis. Dit mocht enkel op de voorwaarde dat het huwelijk geheim zou blijven. De informatie lekte uit en Aspasia moest Griekenland ontvluchten. Aspasia vluchtte naar Rome en later naar Parijs. Zes maanden na het vertrek van Aspasia voegde Alexander zich bij zijn vrouw in Parijs. Alexander en Aspasia mochten niet samen op officiële gebeurtenissen verschijnen. Tijdens hun huwelijksreis in Parijs werden Aspasia en Alexander ooggetuige van een ongeluk in de buurt van Fontainebleau. Bij het ongeluk was de graaf van Kergariou betrokken. De koning reed de gewonde naar het ziekenhuis met zijn eigen auto. Aspasia, die was opgeleid tot verpleegster in de Eerste Wereldoorlog, verleende eerste hulp. De graaf was ernstig gewond en overleed niet veel later, nadat zijn beide benen waren geamputeerd.
De regering gaf toestemming aan het koppel om in het midden van 1920 terug te keren naar Griekenland. Aspasia werd niet erkend als koningin, maar stond bekend als "Madame Manos". In eerste instantie verbleef Aspasia bij haar zuster in de Griekse hoofdstad Athene, maar ze nam al snel haar intrek in het paleis Tatoi. Gedurende deze periode raakte ze in verwachting van Alexandra.
Uit het huwelijk met Aspasia Manos werd (na Alexanders dood) een dochter geboren:
- Alexandra (25 maart 1921 - 30 januari 1993), getrouwd met koning Peter II van Joegoslavië.

## Overlijden
Op 2 oktober 1920 raakte Alexander gewond toen hij aan het wandelen was op het landgoed van Tatoi. Een berberaap, die eigendom was van de beheerder van de wijnstokken, werd aangevallen door de Duitse herder van de koning. Alexander probeerde de twee dieren van elkaar te scheiden. Gedurende deze interventie, werd Alexander in zijn been en borst gebeten door een andere aap. Niet veel later arriveerde de knechten en joegen de apen weg. De apen zouden later worden gedood. De wonden van de koning werden schoongemaakt en verbonden, maar niet uitgebrand. Alexander nam het incident niet serieus genoeg en wilde niet dat het zou worden gepubliceerd.
De wonden raakten nog diezelfde avond geïnfecteerd. Alexander ondervond een hevige koorts en later volgde een bloedvergiftiging. De doktoren opperden dat het been moest worden geamputeerd, maar niemand wilde de verantwoordelijk nemen voor zo'n drastische maatregel. Op 19 oktober 1920 raakte Alexander in een verwarde toestand en vroeg hij om zijn moeder, maar de Griekse overheid weigerde Sophia toegang tot Griekenland. Sophia verbleef in Zwitserland. Uiteindelijk kreeg grootmoeder Olga, weduwe van koning George I, toestemming om naar Athene terug te keren om haar kleinzoon bij te staan. Olga ondervond problemen onderweg en Alexander was al gestorven toen zijn grootmoeder arriveerde. Alexander was overleden om 4 uur in de middag op 25 oktober 1920. De andere leden van het koningshuis vernamen het nieuws die avond via een telegram.
Twee dagen na de dood van de koning werd hij opgebaard in de Kathedraal van Athene. Het lichaam verbleef in de kathedraal tot de uitvaart op 29 oktober. De Griekse koninklijke familie kreeg geen toestemming om terug te keren naar Griekenland. Koningin Olga en prinses Aspasia waren de enige leden van de familie die de uitvaart bijwoonden. Buitenlandse delegaties waren onder andere prins regent Alexander I van Joegoslavië, Helena Petrovna van Servië, de Zweedse kroonprins Gustaaf VI Adolf van Zweden en de Zweedse prins Eugenius van Zweden.
Na de dienst in de kathedraal werd het lichaam van Alexander geborgen op het landgoed van Tatoi. De Griekse koninklijke familie heeft de regeerperiode van Alexander nooit gezien als legitiem. Op de koninklijke begraafplaats staat op het graf van Alexander "Alexander, zoon van de koning van Griekenland, Prins van Denemarken", terwijl de andere monarchen de titel "Koning van Griekenland, Prins van Denemarken" op hun graf hebben staan. Alexander regeerde als vervanger van zijn vader van 14 juni 1917 tot 25 oktober 1920.

## Kwartierstaat (voorouders)
| Christiaan IX van Denemarken (1818-1906) | Christiaan IX van Denemarken (1818-1906) | Christiaan IX van Denemarken (1818-1906) | Christiaan IX van Denemarken (1818-1906) | Christiaan IX van Denemarken (1818-1906) | Christiaan IX van Denemarken (1818-1906) | Louise van Hessen-Kassel (1817-1898)  | Louise van Hessen-Kassel (1817-1898)  | Louise van Hessen-Kassel (1817-1898)  | Louise van Hessen-Kassel (1817-1898)  | Louise van Hessen-Kassel (1817-1898)      | Louise van Hessen-Kassel (1817-1898)      |                                           |                                           | Constantijn Nikolajevitsj van Rusland (1827-1892) | Constantijn Nikolajevitsj van Rusland (1827-1892) | Constantijn Nikolajevitsj van Rusland (1827-1892) | Constantijn Nikolajevitsj van Rusland (1827-1892) | Constantijn Nikolajevitsj van Rusland (1827-1892) | Constantijn Nikolajevitsj van Rusland (1827-1892) | Alexandra van Saksen-Altenburg (1830-1911)  | Alexandra van Saksen-Altenburg (1830-1911)  | Alexandra van Saksen-Altenburg (1830-1911) | Alexandra van Saksen-Altenburg (1830-1911) | Alexandra van Saksen-Altenburg (1830-1911) | Alexandra van Saksen-Altenburg (1830-1911) |  |  | Wilhelm I van Duitsland (1797-1888) | Wilhelm I van Duitsland (1797-1888) | Wilhelm I van Duitsland (1797-1888) | Wilhelm I van Duitsland (1797-1888) | Wilhelm I van Duitsland (1797-1888)    | Wilhelm I van Duitsland (1797-1888)    | Augusta van Saksen-Weimar-Eisenach (1811-1890) | Augusta van Saksen-Weimar-Eisenach (1811-1890) | Augusta van Saksen-Weimar-Eisenach (1811-1890) | Augusta van Saksen-Weimar-Eisenach (1811-1890) | Augusta van Saksen-Weimar-Eisenach (1811-1890) | Augusta van Saksen-Weimar-Eisenach (1811-1890) |                                   |                                   | Albert van Saksen-Coburg en Gotha (1819-1861) | Albert van Saksen-Coburg en Gotha (1819-1861) | Albert van Saksen-Coburg en Gotha (1819-1861)   | Albert van Saksen-Coburg en Gotha (1819-1861)   | Albert van Saksen-Coburg en Gotha (1819-1861)   | Albert van Saksen-Coburg en Gotha (1819-1861)   | Victoria van het Verenigd Koninkrijk (1819-1901) | Victoria van het Verenigd Koninkrijk (1819-1901) | Victoria van het Verenigd Koninkrijk (1819-1901) | Victoria van het Verenigd Koninkrijk (1819-1901) | Victoria van het Verenigd Koninkrijk (1819-1901) | Victoria van het Verenigd Koninkrijk (1819-1901) |  |  |  |  |  |  |  |  |  |  |  |  |  |  |  |  |  |  |  |  |  |  |  |  |  |  |  |  |  |  |  |  |  |  |  |  |  |  |  |  |  |  |  |  |  |  |  |  |
| Christiaan IX van Denemarken (1818-1906) | Christiaan IX van Denemarken (1818-1906) | Christiaan IX van Denemarken (1818-1906) | Christiaan IX van Denemarken (1818-1906) | Christiaan IX van Denemarken (1818-1906) | Christiaan IX van Denemarken (1818-1906) | Louise van Hessen-Kassel (1817-1898)  | Louise van Hessen-Kassel (1817-1898)  | Louise van Hessen-Kassel (1817-1898)  | Louise van Hessen-Kassel (1817-1898)  | Louise van Hessen-Kassel (1817-1898)      | Louise van Hessen-Kassel (1817-1898)      |                                           |                                           | Constantijn Nikolajevitsj van Rusland (1827-1892) | Constantijn Nikolajevitsj van Rusland (1827-1892) | Constantijn Nikolajevitsj van Rusland (1827-1892) | Constantijn Nikolajevitsj van Rusland (1827-1892) | Constantijn Nikolajevitsj van Rusland (1827-1892) | Constantijn Nikolajevitsj van Rusland (1827-1892) | Alexandra van Saksen-Altenburg (1830-1911)  | Alexandra van Saksen-Altenburg (1830-1911)  | Alexandra van Saksen-Altenburg (1830-1911) | Alexandra van Saksen-Altenburg (1830-1911) | Alexandra van Saksen-Altenburg (1830-1911) | Alexandra van Saksen-Altenburg (1830-1911) |  |  | Wilhelm I van Duitsland (1797-1888) | Wilhelm I van Duitsland (1797-1888) | Wilhelm I van Duitsland (1797-1888) | Wilhelm I van Duitsland (1797-1888) | Wilhelm I van Duitsland (1797-1888)    | Wilhelm I van Duitsland (1797-1888)    | Augusta van Saksen-Weimar-Eisenach (1811-1890) | Augusta van Saksen-Weimar-Eisenach (1811-1890) | Augusta van Saksen-Weimar-Eisenach (1811-1890) | Augusta van Saksen-Weimar-Eisenach (1811-1890) | Augusta van Saksen-Weimar-Eisenach (1811-1890) | Augusta van Saksen-Weimar-Eisenach (1811-1890) |                                   |                                   | Albert van Saksen-Coburg en Gotha (1819-1861) | Albert van Saksen-Coburg en Gotha (1819-1861) | Albert van Saksen-Coburg en Gotha (1819-1861)   | Albert van Saksen-Coburg en Gotha (1819-1861)   | Albert van Saksen-Coburg en Gotha (1819-1861)   | Albert van Saksen-Coburg en Gotha (1819-1861)   | Victoria van het Verenigd Koninkrijk (1819-1901) | Victoria van het Verenigd Koninkrijk (1819-1901) | Victoria van het Verenigd Koninkrijk (1819-1901) | Victoria van het Verenigd Koninkrijk (1819-1901) | Victoria van het Verenigd Koninkrijk (1819-1901) | Victoria van het Verenigd Koninkrijk (1819-1901) |  |  |  |  |  |  |  |  |  |  |  |  |  |  |  |  |  |  |  |  |  |  |  |  |  |  |  |  |  |  |  |  |  |  |  |  |  |  |  |  |  |  |  |  |  |  |  |  |
|                                          |                                          |                                          |                                          |                                          |                                          |                                       |                                       |                                       |                                       |                                           |                                           |                                           |                                           |                                                   |                                                   |                                                   |                                                   |                                                   |                                                   |                                             |                                             |                                            |                                            |                                            |                                            |  |  |                                     |                                     |                                     |                                     |                                        |                                        |                                                |                                                |                                                |                                                |                                                |                                                |                                   |                                   |                                               |                                               |                                                 |                                                 |                                                 |                                                 |                                                  |                                                  |                                                  |                                                  |                                                  |                                                  |  |  |  |  |  |  |  |  |  |  |  |  |  |  |  |  |  |  |  |  |  |  |  |  |  |  |  |  |  |  |  |  |  |  |  |  |  |  |  |  |  |  |  |  |  |  |  |  |
|                                          |                                          |                                          |                                          | George I van Griekenland (1845-1913)     | George I van Griekenland (1845-1913)     | George I van Griekenland (1845-1913)  | George I van Griekenland (1845-1913)  | George I van Griekenland (1845-1913)  | George I van Griekenland (1845-1913)  |                                           |                                           |                                           |                                           |                                                   |                                                   | Olga Konstantinovna van Rusland (1851-1926)       | Olga Konstantinovna van Rusland (1851-1926)       | Olga Konstantinovna van Rusland (1851-1926)       | Olga Konstantinovna van Rusland (1851-1926)       | Olga Konstantinovna van Rusland (1851-1926) | Olga Konstantinovna van Rusland (1851-1926) |                                            |                                            |                                            |                                            |  |  |                                     |                                     |                                     |                                     | Frederik III van Duitsland (1831-1888) | Frederik III van Duitsland (1831-1888) | Frederik III van Duitsland (1831-1888)         | Frederik III van Duitsland (1831-1888)         | Frederik III van Duitsland (1831-1888)         | Frederik III van Duitsland (1831-1888)         |                                                |                                                |                                   |                                   |                                               |                                               | Victoria van Saksen-Coburg en Gotha (1840-1901) | Victoria van Saksen-Coburg en Gotha (1840-1901) | Victoria van Saksen-Coburg en Gotha (1840-1901) | Victoria van Saksen-Coburg en Gotha (1840-1901) | Victoria van Saksen-Coburg en Gotha (1840-1901)  | Victoria van Saksen-Coburg en Gotha (1840-1901)  |                                                  |                                                  |                                                  |                                                  |  |  |  |  |  |  |  |  |  |  |  |  |  |  |  |  |  |  |  |  |  |  |  |  |  |  |  |  |  |  |  |  |  |  |  |  |  |  |  |  |  |  |  |  |  |  |  |  |
|                                          |                                          |                                          |                                          | George I van Griekenland (1845-1913)     | George I van Griekenland (1845-1913)     | George I van Griekenland (1845-1913)  | George I van Griekenland (1845-1913)  | George I van Griekenland (1845-1913)  | George I van Griekenland (1845-1913)  |                                           |                                           |                                           |                                           |                                                   |                                                   | Olga Konstantinovna van Rusland (1851-1926)       | Olga Konstantinovna van Rusland (1851-1926)       | Olga Konstantinovna van Rusland (1851-1926)       | Olga Konstantinovna van Rusland (1851-1926)       | Olga Konstantinovna van Rusland (1851-1926) | Olga Konstantinovna van Rusland (1851-1926) |                                            |                                            |                                            |                                            |  |  |                                     |                                     |                                     |                                     | Frederik III van Duitsland (1831-1888) | Frederik III van Duitsland (1831-1888) | Frederik III van Duitsland (1831-1888)         | Frederik III van Duitsland (1831-1888)         | Frederik III van Duitsland (1831-1888)         | Frederik III van Duitsland (1831-1888)         |                                                |                                                |                                   |                                   |                                               |                                               | Victoria van Saksen-Coburg en Gotha (1840-1901) | Victoria van Saksen-Coburg en Gotha (1840-1901) | Victoria van Saksen-Coburg en Gotha (1840-1901) | Victoria van Saksen-Coburg en Gotha (1840-1901) | Victoria van Saksen-Coburg en Gotha (1840-1901)  | Victoria van Saksen-Coburg en Gotha (1840-1901)  |                                                  |                                                  |                                                  |                                                  |  |  |  |  |  |  |  |  |  |  |  |  |  |  |  |  |  |  |  |  |  |  |  |  |  |  |  |  |  |  |  |  |  |  |  |  |  |  |  |  |  |  |  |  |  |  |  |  |
|                                          |                                          |                                          |                                          |                                          |                                          |                                       |                                       |                                       |                                       | Constantijn I van Griekenland (1868-1923) | Constantijn I van Griekenland (1868-1923) | Constantijn I van Griekenland (1868-1923) | Constantijn I van Griekenland (1868-1923) | Constantijn I van Griekenland (1868-1923)         | Constantijn I van Griekenland (1868-1923)         |                                                   |                                                   |                                                   |                                                   |                                             |                                             |                                            |                                            |                                            |                                            |  |  |                                     |                                     |                                     |                                     |                                        |                                        |                                                |                                                |                                                |                                                | Sophie van Pruisen (1870-1932)                 | Sophie van Pruisen (1870-1932)                 | Sophie van Pruisen (1870-1932)    | Sophie van Pruisen (1870-1932)    | Sophie van Pruisen (1870-1932)                | Sophie van Pruisen (1870-1932)                |                                                 |                                                 |                                                 |                                                 |                                                  |                                                  |                                                  |                                                  |                                                  |                                                  |  |  |  |  |  |  |  |  |  |  |  |  |  |  |  |  |  |  |  |  |  |  |  |  |  |  |  |  |  |  |  |  |  |  |  |  |  |  |  |  |  |  |  |  |  |  |  |  |
|                                          |                                          |                                          |                                          |                                          |                                          |                                       |                                       |                                       |                                       | Constantijn I van Griekenland (1868-1923) | Constantijn I van Griekenland (1868-1923) | Constantijn I van Griekenland (1868-1923) | Constantijn I van Griekenland (1868-1923) | Constantijn I van Griekenland (1868-1923)         | Constantijn I van Griekenland (1868-1923)         |                                                   |                                                   |                                                   |                                                   |                                             |                                             |                                            |                                            |                                            |                                            |  |  |                                     |                                     |                                     |                                     |                                        |                                        |                                                |                                                |                                                |                                                | Sophie van Pruisen (1870-1932)                 | Sophie van Pruisen (1870-1932)                 | Sophie van Pruisen (1870-1932)    | Sophie van Pruisen (1870-1932)    | Sophie van Pruisen (1870-1932)                | Sophie van Pruisen (1870-1932)                |                                                 |                                                 |                                                 |                                                 |                                                  |                                                  |                                                  |                                                  |                                                  |                                                  |  |  |  |  |  |  |  |  |  |  |  |  |  |  |  |  |  |  |  |  |  |  |  |  |  |  |  |  |  |  |  |  |  |  |  |  |  |  |  |  |  |  |  |  |  |  |  |  |
|                                          |                                          |                                          |                                          |                                          |                                          |                                       |                                       |                                       |                                       |                                           |                                           |                                           |                                           |                                                   |                                                   |                                                   |                                                   |                                                   |                                                   |                                             |                                             |                                            |                                            |                                            |                                            |  |  |                                     |                                     |                                     |                                     |                                        |                                        |                                                |                                                |                                                |                                                |                                                |                                                |                                   |                                   |                                               |                                               |                                                 |                                                 |                                                 |                                                 |                                                  |                                                  |                                                  |                                                  |                                                  |                                                  |  |  |  |  |  |  |  |  |  |  |  |  |  |  |  |  |  |  |  |  |  |  |  |  |  |  |  |  |  |  |  |  |  |  |  |  |  |  |  |  |  |  |  |  |  |  |  |  |
|                                          |                                          |                                          |                                          |                                          |                                          |                                       |                                       |                                       |                                       |                                           |                                           |                                           |                                           |                                                   |                                                   |                                                   |                                                   |                                                   |                                                   |                                             |                                             |                                            |                                            |                                            |                                            |  |  |                                     |                                     |                                     |                                     |                                        |                                        |                                                |                                                |                                                |                                                |                                                |                                                |                                   |                                   |                                               |                                               |                                                 |                                                 |                                                 |                                                 |                                                  |                                                  |                                                  |                                                  |                                                  |                                                  |  |  |  |  |  |  |  |  |  |  |  |  |  |  |  |  |  |  |  |  |  |  |  |  |  |  |  |  |  |  |  |  |  |  |  |  |  |  |  |  |  |  |  |  |  |  |  |  |
|                                          |                                          |                                          |                                          | George II van Griekenland (1890-1947)    | George II van Griekenland (1890-1947)    | George II van Griekenland (1890-1947) | George II van Griekenland (1890-1947) | George II van Griekenland (1890-1947) | George II van Griekenland (1890-1947) |                                           |                                           | Alexander I van Griekenland (1893-1920)   | Alexander I van Griekenland (1893-1920)   | Alexander I van Griekenland (1893-1920)           | Alexander I van Griekenland (1893-1920)           | Alexander I van Griekenland (1893-1920)           | Alexander I van Griekenland (1893-1920)           |                                                   |                                                   | Helena van Griekenland (1896-1982)          | Helena van Griekenland (1896-1982)          | Helena van Griekenland (1896-1982)         | Helena van Griekenland (1896-1982)         | Helena van Griekenland (1896-1982)         | Helena van Griekenland (1896-1982)         |  |  | Paul I van Griekenland (1901-1964)  | Paul I van Griekenland (1901-1964)  | Paul I van Griekenland (1901-1964)  | Paul I van Griekenland (1901-1964)  | Paul I van Griekenland (1901-1964)     | Paul I van Griekenland (1901-1964)     |                                                |                                                | Irene van Griekenland (1904-1974)              | Irene van Griekenland (1904-1974)              | Irene van Griekenland (1904-1974)              | Irene van Griekenland (1904-1974)              | Irene van Griekenland (1904-1974) | Irene van Griekenland (1904-1974) |                                               |                                               | Catharina van Griekenland (1913-2007)           | Catharina van Griekenland (1913-2007)           | Catharina van Griekenland (1913-2007)           | Catharina van Griekenland (1913-2007)           | Catharina van Griekenland (1913-2007)            | Catharina van Griekenland (1913-2007)            |                                                  |                                                  |                                                  |                                                  |  |  |  |  |  |  |  |  |  |  |  |  |  |  |  |  |  |  |  |  |  |  |  |  |  |  |  |  |  |  |  |  |  |  |  |  |  |  |  |  |  |  |  |  |  |  |  |  |

## Trivia
- De stad Alexandroupoli in de provincie Thracië in Griekenland werd vernoemd naar de koning.